# ازدواج در یهودیت

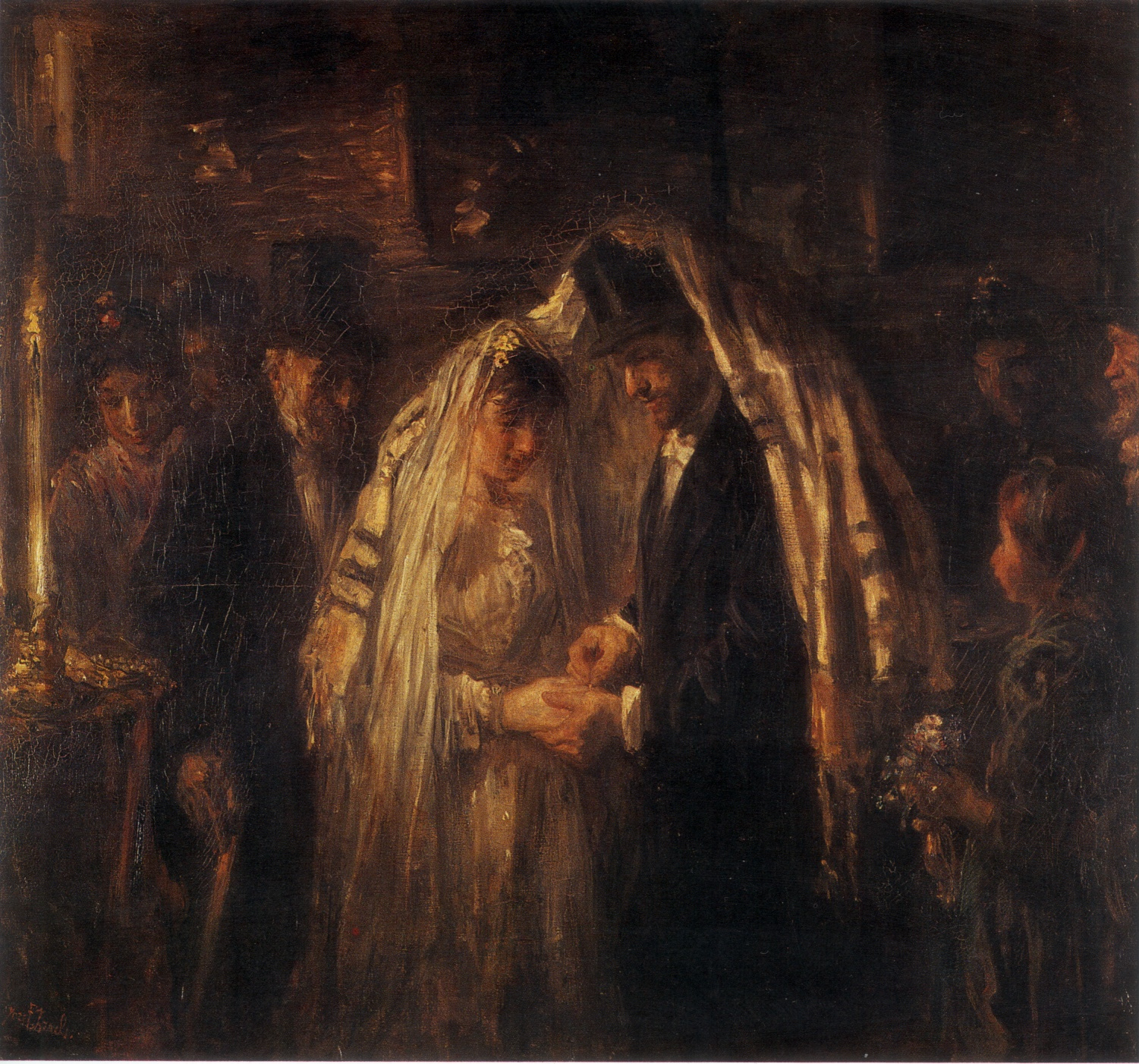
تابلوی عروسی یهودی اثر جوزف اسرائیل. خوپا، پارچه‌ای سفید و در فرهنگ یهودی، نماد روشنایی است که بر روی سر عروس و داماد قرار می‌گیرد و نماد روشن‌بختی برای زوج مُزدوج است.

ازدواج در دین یهود (به عبری: נישואים) به معنای کامل‌شدن و اوج رشد انسانی است. برپایه تعالیم یهودیت، یک زن بدون شوهر و یک مرد بدون زن انسان‌هایی کامل نیستند و با ازدواج و پیوند زناشویی از شکل ناقص به وجودی کامل تبدیل می‌شوند. ازدواج در میان یهودیان دارای مراسم و آداب خاصی است.

## اهمیت مذهبی
ازدواج یهودیان با غیریهودیان همیشه به عنوان تهدیدی برای آینده قوم یهود تلقی شده است. بنا بر قوانین یهودیت، دین از طریق مادر به فرزند منتقل می‌شود، بنابراین اگر یک مرد یهودی با زنی غیر یهودی ازدواج کند، فرزندان آنها یهودی به شمار نمی‌روند.

## مراسم مذهبی
جاری‌شدن عقد توسط خاخام‌های ارتدوکس صورت می‌گیرد.

## نمادها و رسوم ازدواج
کتوبا
در آیین یهود به صیغه‌نامه یهودیان که به صورت مکتوب است و پیش از ازدواج زوجین مکتوب می‌شود و پیرامون تعهدها و مسئولیت‌های داماد نسبت به همسر آینده خویش و اختیاراتی برای همسر در زمان مسافرت یا طلاق یا شرکت شوهر در جنگ یا ازدواج مجدد شوهر، چهارچوب‌ها و حدودی را تعیین می‌کند. امروزه استفاده از کتوبا منسوخ شده است و دادگاه‌های یهودی در اینگونه مناسبت‌ها تعیین تکلیف می‌کنند.
خوپا
از نمادهای اصلی ازدواج یهودیان است. خوپا چادری است با چهار ستون چوبی و سقفی پارچه‌ای که معمولاً آن را به رنگ سفید می‌پوشانند. خوپا نماد و مظهر اولین خانه‌ای است که زوج جوان در کنار هم به آن پای می‌نهند. بنابر قوانین آئین یهود، هفت نوع تبرک و دعا برای عروس و داماد در زیر خوپا خوانده می‌شود.
بَدِکِن
رسمی است که به طور سنّتی در جشن ازدواج یهودیان انجام می‌شود؛ بر اساس این رسم در زیر خوپا، داماد توری بر چهرهٔ عروس می‌گذارد.

## طلاق
در آئین یهود برای طلاق، زن باید از شوهر خود طلاق را تقاضا کند و توافق او را بدست آورد.

## نگارخانه

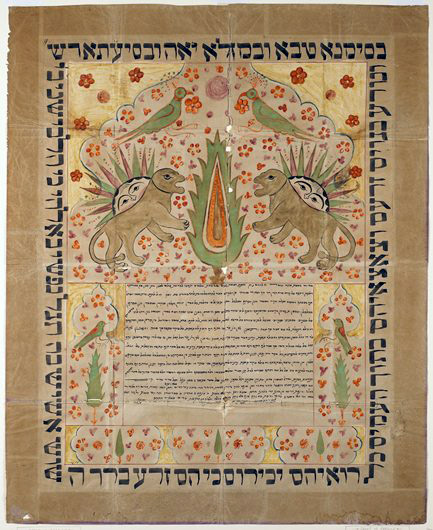
کتوبایی برای یک مراسم ازدواج در اصفهان به تاریخ ۴ آوریل ۱۸۷۹
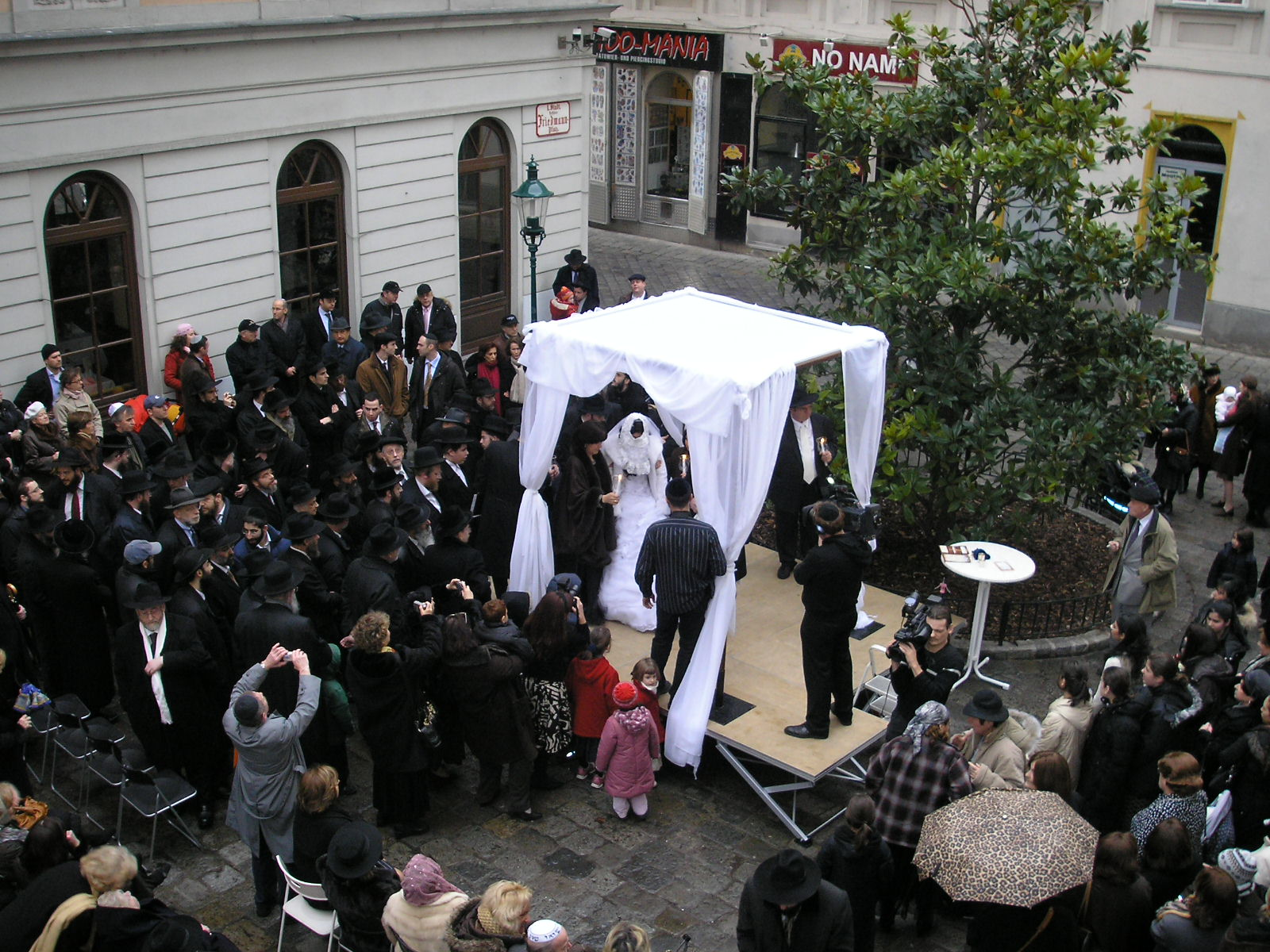
مراسم ازدواج یک زوج ارتدوکس یهودی در زیر خوپا.